# Prix John-Hirsch
Le prix John-Hirsch est remis en hommage à l'extraordinaire contribution de John Hirsch au théâtre canadien, à titre notamment de fondateur du Manitoba Theatre Centre, de chef du département du théâtre à la télévision anglophone de Radio-Canada et de directeur artistique du Festival de Stratford. 
Deux prix sont attribués tous les deux ans à un metteur en scène anglophone et un metteur en scène francophone débutant très prometteurs qui font preuve d'une vision artistique originale. 

## Lauréats
(octobre 2018).
- 1995 : Fleurette Fernando (directrice artistique du Theatre Workshop à Montreal
- 1997 : Aiyyana Maracle et Benoît Vermeulen
- 1998 : Jillian Keiley et Philippe Soldevila
- 2000 : Danielle Irvine et Carole Nadeau
- 2002 : Daryl Cloran (en) et Michel Bérubé
- 2004 : aucun prix attribué
- 2006 : aucun prix attribué
- 2008 : Nina Lee Aquino et Frédéric Dubois
- 2010 : Beatriz Pizano et Christian Lapointe
- 2012 : Christopher Moore et Gaétan Paré
- 2014 : Arianna Bardesono et Alexandre Fecteau
- 2016 : Ravi Jain et Vicky Côté
- 2018 : Corey M. Payette et Maxime Carbonneau
- 2024 : Olivier Arteau[1]